# Diastylis tenuicauda
Diastylis tenuicauda is een zeekommasoort uit de familie van de Diastylidae. De wetenschappelijke naam van de soort is voor het eerst geldig gepubliceerd in 1967 door Lomakina.